# Arany Sas Gyógyszertár (Pécs)
Az Arany Sas gyógyszertár Pécs második legrégebbi patikája, jelenleg a Széchenyi tér 2. szám alatt működik.

## Története
1788-ban Franz Antal eszéki gyógyszerész kapott arra engedélyt, hogy a Fő utca 5. szám alatt (ma Király utca) megnyissa Pécs második patikáját.
1806-tól 1845-ig Nendtvich Tamás kémikus-botanikus vezette az üzletet, amely egészen 1860-ig a család tulajdonában maradt. Az 1860-as években a Fő tér (ma Széchenyi tér) sarkán nyílt meg a gyógyszertár, ekkor már Kuncz Nándor vezetésével. Az 1910-es években a városháza épülete adott otthont a patikának, amelynek Fridrich Sándor, majd Geiger Kálmán volt ekkoriban a tulajdonosa.
A gyógyszertár jogutódja jelenleg a közeli Lóránt palotában működik, a Széchenyi tér 2. szám alatt. Régi nevét a rendszerváltás után kapta vissza.
A patikának több ismert munkatársa volt. 1882-ben itt gyakornokoskodott Rippl-Rónai József (akkor még Rippl József néven), a pályáját gyógyszerészként kezdő festő-grafikus. 1950-től 1977-ig a gyógynövénykutató Baranyai Aurél vezette az üzletet, valamint nyugdíjasként, 90 éves koráig itt dolgozott Bari Zsigmond neves gyógyszerész is.

## Külső hivatkozások
- Hivatalos weboldal